# Loodmaat

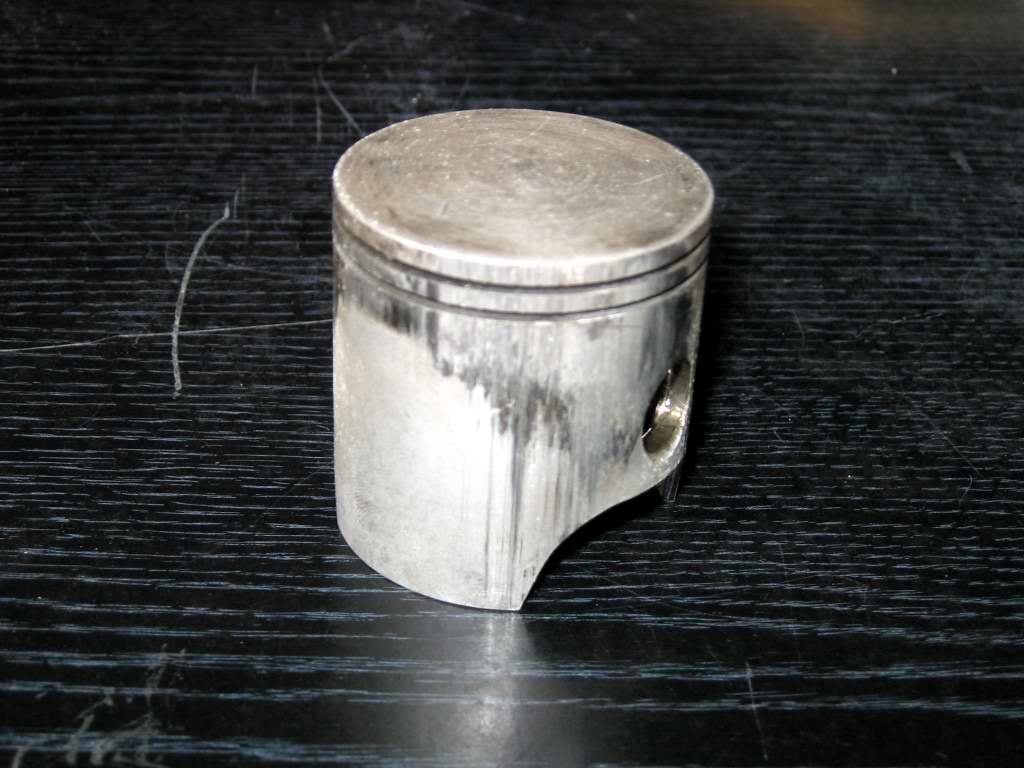

Loodmaat is een term welke gebruikt wordt bij een zuigermotor om de ruimte tussen de zuiger in het bovenste dode punt ten opzichte van het afdichtvlak van de cilinderkop te omschrijven.

## Oorsprong
De naam komt voort uit de methode om deze maat te bepalen. Er gaat een stukje lood of soldeertin op de kop van de zuiger in de cilinder en dat wordt dan door het 1x tornen (een slag ronddraaien) van de krukas platgedrukt door de zuiger tegen de cilinderkop. Voor de loodmaat wordt naast de opgemeten dikte van dat platgedrukte stukje ook rekening gehouden met de dikte van de cilinderkoppakking en een eventuele uitsparing in de cilinderkop. De uiteindelijke loodmaat die voor de betreffende motor van toepassing is kan dan worden ingesteld door middel van in dikte variërende cilinderkoppakkingen.

## Functie
Voornamelijk bij dieselmotoren is de loodmaat van belang om de statische compressieverhouding en daarmee de compressie-einddruk te bepalen. Deze compressie is nodig om het mengsel de zelfontbrandingstemperatuur te laten bereiken. Een te lage einddruk beïnvloedt de mate van hoeveel een motor rookt. De tolerantie van deze loodmaat luistert hierbij zeer nauw, tot op 0,05mm precies.
De techniek is nauw verwant aan de in tweetaktmotoren gebruikte term squish band

## Spaltmaat
Er wordt in het Nederlands ook wel eens onterecht gesproken over een (uit het Duits ontleende) spaltmaat.
Deze term klopt op zich wel, maar wordt in de praktijk gebruikt om de relatie tussen zuiger in het bovenste dode punt en het pasvlak van het motorblok aan te duiden.